# Каран и Арджун
«Каран и Арджун» (англ. Karan Arjun, хинди करन अर्जुन) — фильм-боевик Ракеша Рошана, вышедший в прокат 13 января 1995 года. Фильм имел огромный успех в прокате и был признан блокбастером.

## Сюжет
Каран и Арджун — родные братья. Оставшись без отца, они вынуждены работать на каменоломне, чтобы прокормить себя и свою мать Дургу. Им приходится терпеть тяжелый труд и издевательства управляющего каменоломни — тхакура Дхурджана Сингха. Тем временем Дхурджан Сингх решает окончательно завладеть каменоломнями. Он убивает их владельца, единственными законными наследниками которого как раз являются Арджун и Каран. За это с ними жестоко расправляются, убив на глазах у их матери…
Обезумев от горя, женщина просит богиню Кали помочь ей. И её молитвы доходят до небожителей. В разных семьях в один день и в один час рождаются два мальчика — Аджай и Виджай. Спустя двадцать лет они вырастают в точные копии Карана и Арджуна. А когда их судьбы пересекаются, к ним приходят воспоминания о прошлой жизни. Объединившись, они возвращаются в родную деревню, чтобы восстановить справедливость и отомстить за слезы матери…

## В ролях
- Салман Хан — Каран / Аджай
- Шахрух Хан — Арджун / Виджай
- Ракхи Гульзар — Дурга, мать Карана и Арджуна
- Амриш Пури — тхакур Дхурджан Сингх
- Кирон Кхер — жена тхакура Дхурджана Сингха
- Каджол — Сония, возлюбленная Виджая
- Мамта Кулкарни — Биндия, возлюбленная Аджая
- Джонни Левер —  Ленгхая, друг Виджая
- Ранджит — мистер Саксена, отец Сонии

## Интересные факты
- Каришма Капур и Нагма отказались от роли Биндии.
- Роль Карана изначально должен был сыграть Аджай Девган, а Арджуна — Санни Деол.
- Джухи Чавла была первым выбором на роль Сонии.

## Саундтрек
| №  | Название                | Исполнители                                 | Длительность |
| -- | ----------------------- | ------------------------------------------- | ------------ |
| 1. | «Yeh Bandhan»           | Кумар Сану, Удит Нараян, Алка Ягник         | 5:40         |
| 2. | «Yeh Bandhan» (Sad)     | Удит Нараян                                 | 1:38         |
| 3. | «Bhangra Paale»         | Мохаммед Азиз, Судеш Бхосле, Садхана Саргам | 7:07         |
| 4. | «Ek Munda Meri Umar Da» | Лата Мангешкар                              | 7:38         |
| 5. | «Jaati Hoon Main»       | Кумар Сану, Алка Ягник                      | 6:25         |
| 6. | «Jai Maa Kali»          | Кумар Сану, Алка Ягник                      | 7:07         |
| 7. | «Gup Chup Gup Chup»     | Алка Ягник, Ила Арун                        | 6:02         |

## Награды
- Filmfare Award за лучший монтаж — Санджай Варма
- Filmfare Award за лучшую постановку боевых сцен — Бхику Варма
- Star Screen Award — за лучшую музыку

Номинации
- Filmfare Award за лучший фильм
- Filmfare Award за лучшую режиссуру — Ракеш Рошан
- Filmfare Award за лучшую мужскую роль — Салман Хан
- Filmfare Award за лучшую женскую роль второго плана — Ракхи Гульзар
- Filmfare Award за лучшее исполнение отрицательной роли — Амриш Пури
- Filmfare Award за лучшее исполнение комической роли — Джонни Левер
- Filmfare Award за лучшее исполнение комической роли — Ашок Сараф
- Filmfare Award за лучшую музыку — Раджеш Рошан